# Élections législatives de 2017 dans la Seine-Maritime
Les élections législatives françaises de 2017 se sont déroulées les 11 et 18 juin 2017. Dans le département de la Seine-Maritime, dix députés sont à élire dans le cadre de dix circonscriptions.

## Élus
| Circonscription                                 | Député sortant                                | Parti | Parti | Groupe | Député élu ou réélu  | Parti | Parti        | Groupe |
| ----------------------------------------------- | --------------------------------------------- | ----- | ----- | ------ | -------------------- | ----- | ------------ | ------ |
| 1re                                             | Valérie Fourneyron                            |       | PS    | SER    | Damien Adam          |       | LREM         | LREM   |
| 2e                                              | Françoise Guégot                              |       | LR    | LR     | Annie Vidal          |       | LREM         | LREM   |
| 3e                                              | Luce Pane                                     |       | PS    | SER    | Hubert Wulfranc      |       | PCF          | GDR    |
| 4e                                              | Guillaume Bachelay                            |       | PS    | SER    | Sira Sylla           |       | LREM         | LREM   |
| 5e                                              | Christophe Bouillon                           |       | PS    | SER    | Christophe Bouillon  |       | PS           | NG     |
| 6e                                              | Marie Le Vern                                 |       | PS    | SER    | Sébastien Jumel      |       | PCF          | GDR    |
| 7e                                              | Édouard Philippe*                             |       | LR    | LR     | Agnès Firmin-Le Bodo |       | LR puis Agir | LC     |
| 8e                                              | Catherine Troallic                            |       | PS    | SER    | Jean-Paul Lecoq      |       | PCF          | GDR    |
| 9e                                              | Jacques Dellerie* suppléant d'Estelle Grelier |       | PS    | SER    | Stéphanie Kerbarh    |       | LREM         | LREM   |
| 10e                                             | Dominique Chauvel*                            |       | DVG   | NI     | Xavier Batut         |       | LREM         | LREM   |
| * député sortant ne se représentant pas en 2017 |                                               |       |       |        |                      |       |              |        |

## Rappel des résultats départementaux des élections de 2012
| Parti          | Parti                              | Premier tour | Premier tour | Second tour | Second tour | Sièges |
| Parti          | Parti                              | Voix         | %            | Voix        | %           | Sièges |
| -------------- | ---------------------------------- | ------------ | ------------ | ----------- | ----------- | ------ |
|                | Parti socialiste                   | 176 842      | 35,51        | 211 100     | 52,14       | 8      |
|                | Europe Écologie Les Verts          | 31 373       | 6,30         | 25 275      | 6,24        | 0      |
|                | Divers gauche dont MRC             | 1 274        | 0,26         |             |             | 0      |
|                | Parti radical de gauche            | 449          | 0,09         | 0           |             |        |
|                | Majorité présidentielle            | 209 938      | 42,16        | 236 375     | 58,38       | 8      |
|                |                                    |              |              |             |             |        |
|                | Union pour un mouvement populaire  | 120 444      | 24,19        | 154 158     | 38,08       | 2      |
|                | Nouveau centre                     | 20 792       | 4,18         | 14 352      | 3,54        | 0      |
|                | Divers droite dont DLR et PCD      | 3 064        | 0,62         |             |             | 0      |
|                | Droite parlementaire               | 144 300      | 28,98        | 168 510     | 41,62       | 2      |
|                |                                    |              |              |             |             |        |
|                | Front national                     | 72 445       | 14,55        |             |             | 0      |
|                | Front de gauche                    | 56 253       | 11,30        | 0           |             |        |
|                | Mouvement démocrate                | 6 987        | 1,40         | 0           |             |        |
|                | Extrême gauche dont LO, NPA et POI | 6 796        | 1,36         | 0           |             |        |
|                | Divers                             | 724          | 0,15         | 0           |             |        |
|                | Extrême droite                     | 332          | 0,07         | 0           |             |        |
|                | Divers écologiste dont AÉI         | 235          | 0,05         | 0           |             |        |
|                |                                    |              |              |             |             |        |
| Inscrits       | Inscrits                           | 877 179      | 100,00       | 787 874     | 100,00      | 10     |
| Abstentions    | Abstentions                        | 370 636      | 42,25        | 359 324     | 45,61       |        |
| Votants        | Votants                            | 506 543      | 57,75        | 428 550     | 54,39       |        |
| Blancs et nuls | Blancs et nuls                     | 8 533        | 1,68         | 23 665      | 5,52        |        |
| Exprimés       | Exprimés                           | 498 010      | 98,32        | 404 885     | 94,48       |        |

## Résultats de l'élection présidentielle de 2017 par circonscription
| Circonscription | 1er tour | 1er tour | 1er tour | 1er tour  |         | 2d tour | 2d tour |
| Circonscription | Macron   | Le Pen   | Fillon   | Mélenchon | Macron  | Le Pen  |         |
| --------------- | -------- | -------- | -------- | --------- | ------- | ------- | ------- |
| Circonscription |          |          |          |           |         |         |         |
| 1re             | 27,88 %  | 11,99 %  | 21,65 %  | 23,55 %   | 79,85 % | 20,15 % |         |
| 2e              | 24,95 %  | 21,3 %   | 23,02 %  | 16,8 %    | 66,29 % | 33,71 % |         |
| 3e              | 21,45 %  | 20,96 %  | 10,02 %  | 31,35 %   | 67,74 % | 32,26 % |         |
| 4e              | 20,86 %  | 26,01 %  | 10,93 %  | 25,85 %   | 60,44 % | 39,56 % |         |
| 5e              | 21,2 %   | 27,86 %  | 11,99 %  | 20,5 %    | 56,44 % | 43,56 % |         |
| 6e              | 18,37 %  | 31,33 %  | 18,99 %  | 18,4 %    | 50,41 % | 49,59 % |         |
| 7e              | 23,58 %  | 14,75 %  | 19,92 %  | 23,78 %   | 68,7 %  | 31,3 %  |         |
| 8e              | 17,81 %  | 23,76 %  | 10,54 %  | 34,9 %    | 60,49 % | 39,51 % |         |
| 9e              | 18,6 %   | 28,59 %  | 17,39 %  | 20,66 %   | 53,35 % | 46,65 % |         |
| 10e             | 19,52 %  | 29,67 %  | 20,27 %  | 16,44 %   | 53,2 %  | 46,8 %  |         |

## Résultats

### Analyse
Lors des élections législatives de 2012, le Parti socialiste avait remporté huit des dix circonscriptions du département, l'ancienne Union pour un mouvement populaire ne remportant que la deuxième et la septième circonscription.
Cette élection de 2017 a consacré la victoire de cinq députés La République en marche (sur les dix sièges à pourvoir), la « vague » de ce parti étant donc moins importante dans ce département que dans la plupart des autres départements français.
La France insoumise et le Parti communiste français sont convenus de plusieurs alliances au niveau local, permettant la qualification pour le second tour de trois candidats communistes (hormis pour la huitième circonscription où aucun accord n'avait été conclu). Ces trois candidats sont tous élus députés au second tour, Sébastien Jumel créant la surprise dans la sixième circonscription (Dieppe - Neufchâtel-en-Bray).
Le Front national réalise un score très en deçà de ses scores lors de l'élection présidentielle de 2017. Parmi les candidats éliminés dès le premier tour, on compte notamment Nicolas Bay, secrétaire général du FN, éliminé dans la 6e circonscription. Le FN parvient néanmoins à qualifier trois candidats pour le second tour, mais aucun ne remporte de siège (le meilleur score revenant à Nicolas Goury dans la quatrième circonscription, avec 39,27 %).
Les Républicains sont en recul par rapport à 2012, et perdent la deuxième circonscription du département. Ils parviennent néanmoins à conserver la septième circonscription du département, celle qu'Édouard Philippe (devenu Premier ministre) avait conquis de justesse en 2012.
Quant au Parti socialiste, il s'écroule à l'échelle départementale ; perdant sept des huit circonscriptions qu'il possédait. Seul Christophe Bouillon parvient à conserver son siège de député, il est néanmoins à noter que La République en marche avait choisi de ne pas présenter de candidat dans cette circonscription. L'ancienne ministre des Sports, Valérie Fourneyron est battue dans la première circonscription (Rouen-Nord) par Damien Adam (candidat de La République en marche).

### Résultats à l'échelle du département
|                                                    |                                                 |                           |                           |                          |                          |  |
|                                                    |                                                 | Premier tour 11 juin 2017 | Premier tour 11 juin 2017 | Second tour 18 juin 2017 | Second tour 18 juin 2017 |  |
|                                                    |                                                 |                           |                           |                          |                          |  |
|                                                    |                                                 | Nombre                    | % des inscrits            | Nombre                   | % des inscrits           |  |
| Inscrits                                           | Inscrits                                        | 880 657                   | 100,00                    | 880 635                  | 100,00                   |  |
| Abstentions                                        | Abstentions                                     | 439 882                   | 49,95                     | 503 439                  | 57,17                    |  |
| Votants                                            | Votants                                         | 440 775                   | 50,05                     | 377 196                  | 42,83                    |  |
|                                                    |                                                 |                           | % des votants             |                          | % des votants            |  |
| Bulletins blancs                                   | Bulletins blancs                                | 8 589                     | 1,95                      | 29 123                   | 7,72                     |  |
| Bulletins nuls                                     | Bulletins nuls                                  | 2 092                     | 0,47                      | 8 372                    | 2,22                     |  |
| Suffrages exprimés                                 | Suffrages exprimés                              | 430 094                   | 97,58                     | 339 701                  | 90,06                    |  |
|                                                    |                                                 |                           |                           |                          |                          |  |
| Étiquette politique                                | Étiquette politique                             | Voix                      | % des exprimés            | Voix                     | % des exprimés           |  |
|                                                    |                                                 |                           |                           |                          |                          |  |
|                                                    | La République en marche                         | 105 175                   | 24,45                     | 149 011                  | 43,87                    |  |
|                                                    | La France insoumise - Parti communiste français | 78 706                    | 18,30                     | 55 024                   | 16,20                    |  |
|                                                    | Front national                                  | 71 786                    | 16,69                     | 44 226                   | 13,02                    |  |
|                                                    | Parti socialiste                                | 63 257                    | 14,71                     | 37 103                   | 10,92                    |  |
|                                                    | Les Républicains                                | 55 465                    | 12,90                     | 43 720                   | 12,87                    |  |
|                                                    | Union des démocrates et indépendants            | 15 673                    | 3,64                      |                          |                          |  |
|                                                    | Écologiste                                      | 11 471                    | 2,67                      |                          |                          |  |
|                                                    | Parti radical de gauche                         | 6 971                     | 1,62                      | 10 617                   | 3,13                     |  |
|                                                    | Divers                                          | 5 862                     | 1,36                      |                          |                          |  |
|                                                    | Debout la France                                | 4 951                     | 1,15                      |                          |                          |  |
|                                                    | Extrême gauche                                  | 4 920                     | 1,14                      |                          |                          |  |
|                                                    | Divers gauche                                   | 3 478                     | 0,81                      |                          |                          |  |
|                                                    | Divers Extrême droite                           | 1 577                     | 0,37                      |                          |                          |  |
|                                                    | Divers droite                                   | 802                       | 0,19                      |                          |                          |  |
| Source : Ministère de l'Intérieur - Seine-Maritime |                                                 |                           |                           |                          |                          |  |

### Résultats par circonscription

#### Première circonscription
Député sortant : Valérie Fourneyron (Parti socialiste).
|                                                                                   |                                                                             |                           |                           |                          |                          |
|                                                                                   |                                                                             | Premier tour 11 juin 2017 | Premier tour 11 juin 2017 | Second tour 18 juin 2017 | Second tour 18 juin 2017 |
|                                                                                   |                                                                             |                           |                           |                          |                          |
|                                                                                   |                                                                             | Nombre                    | % des inscrits            | Nombre                   | % des inscrits           |
| Inscrits                                                                          | Inscrits                                                                    | 64 488                    | 100,00                    | 64 488                   | 100,00                   |
| Abstentions                                                                       | Abstentions                                                                 | 30 945                    | 47,99                     | 37 212                   | 57,70                    |
| Votants                                                                           | Votants                                                                     | 33 543                    | 52,01                     | 27 276                   | 42,30                    |
|                                                                                   |                                                                             |                           | % des votants             |                          | % des votants            |
| Bulletins blancs                                                                  | Bulletins blancs                                                            | 325                       | 0,97                      | 2 236                    | 8,20                     |
| Bulletins nuls                                                                    | Bulletins nuls                                                              | 102                       | 0,30                      | 769                      | 2,82                     |
| Suffrages exprimés                                                                | Suffrages exprimés                                                          | 33 116                    | 98,73                     | 24 271                   | 88,98                    |
|                                                                                   |                                                                             |                           |                           |                          |                          |
| Candidat Étiquette politique (partis et alliances)                                | Candidat Étiquette politique (partis et alliances)                          | Voix                      | % des exprimés            | Voix                     | % des exprimés           |
|                                                                                   |                                                                             |                           |                           |                          |                          |
|                                                                                   | Damien Adam La République en marche                                         | 11 471                    | 34,64                     | 13 271                   | 54,68                    |
|                                                                                   | Valérie Fourneyron (députée sortante) Parti socialiste                      | 5 702                     | 17,22                     | 11 000                   | 45,32                    |
|                                                                                   | Jean-François Bures Les Républicains (Union des démocrates et indépendants) | 5 302                     | 16,01                     |                          |                          |
|                                                                                   | Lionel Descamps La France insoumise                                         | 4 416                     | 13,33                     |                          |                          |
|                                                                                   | Claire Pradel Front national                                                | 2 667                     | 8,05                      |                          |                          |
|                                                                                   | Véronique Bérégovoy Europe Écologie Les Verts (Parti communiste français)   | 2 118                     | 6,40                      |                          |                          |
|                                                                                   | Christophe Coret Divers (Parti animaliste)                                  | 546                       | 1,65                      |                          |                          |
|                                                                                   | Christophe Levasseur Debout la France                                       | 405                       | 1,22                      |                          |                          |
|                                                                                   | Valérie Foissey Lutte ouvrière                                              | 287                       | 0,87                      |                          |                          |
|                                                                                   | Vincent Brousseau Divers (Union populaire républicaine)                     | 202                       | 0,61                      |                          |                          |
|                                                                                   | Mathias Girard Divers                                                       | 0                         | 0,00                      |                          |                          |
| Source : Ministère de l'Intérieur - Première circonscription de la Seine-Maritime |                                                                             |                           |                           |                          |                          |

#### Deuxième circonscription
Député sortant : Françoise Guégot (Les Républicains).
|                                                                                   |                                                                                             |                           |                           |                          |                          |
|                                                                                   |                                                                                             | Premier tour 11 juin 2017 | Premier tour 11 juin 2017 | Second tour 18 juin 2017 | Second tour 18 juin 2017 |
|                                                                                   |                                                                                             |                           |                           |                          |                          |
|                                                                                   |                                                                                             | Nombre                    | % des inscrits            | Nombre                   | % des inscrits           |
| Inscrits                                                                          | Inscrits                                                                                    | 94 786                    | 100,00                    | 94 797                   | 100,00                   |
| Abstentions                                                                       | Abstentions                                                                                 | 43 631                    | 46,03                     | 52 436                   | 55,31                    |
| Votants                                                                           | Votants                                                                                     | 51 155                    | 53,97                     | 42 361                   | 44,69                    |
|                                                                                   |                                                                                             |                           | % des votants             |                          | % des votants            |
| Bulletins blancs                                                                  | Bulletins blancs                                                                            | 820                       | 1,60                      | 3 616                    | 8,54                     |
| Bulletins nuls                                                                    | Bulletins nuls                                                                              | 204                       | 0,40                      | 1 224                    | 2,89                     |
| Suffrages exprimés                                                                | Suffrages exprimés                                                                          | 50 131                    | 98,00                     | 37 521                   | 88,57                    |
|                                                                                   |                                                                                             |                           |                           |                          |                          |
| Candidat Étiquette politique (partis et alliances)                                | Candidat Étiquette politique (partis et alliances)                                          | Voix                      | % des exprimés            | Voix                     | % des exprimés           |
|                                                                                   |                                                                                             |                           |                           |                          |                          |
|                                                                                   | Annie Vidal La République en marche                                                         | 20 058                    | 40,01                     | 22 716                   | 60,54                    |
|                                                                                   | Françoise Guégot (députée sortante) Les Républicains (Union des démocrates et indépendants) | 9 470                     | 18,89                     | 14 805                   | 39,46                    |
|                                                                                   | Gilles Patitucci Front national                                                             | 6 781                     | 13,53                     |                          |                          |
|                                                                                   | Alain Ninauve La France insoumise                                                           | 5 546                     | 11,06                     |                          |                          |
|                                                                                   | Jacques-Antoine Philippe Parti socialiste                                                   | 3 564                     | 7,11                      |                          |                          |
|                                                                                   | Yves Soret Divers gauche (Nouvelle Donne)                                                   | 1 254                     | 2,50                      |                          |                          |
|                                                                                   | Éric Lambert Debout la France                                                               | 896                       | 1,79                      |                          |                          |
|                                                                                   | Florence Demiselle Parti communiste français                                                | 707                       | 1,41                      |                          |                          |
|                                                                                   | Hélène Le Jeune Extrême droite (Souveraineté, identité et libertés)                         | 413                       | 0,82                      |                          |                          |
|                                                                                   | Renaud Théron Écologiste (Union des démocrates et des écologistes - Front démocrate)        | 385                       | 0,77                      |                          |                          |
|                                                                                   | Christelle Torre Lutte ouvrière                                                             | 381                       | 0,76                      |                          |                          |
|                                                                                   | Stéphane Lagnel Divers (Parti du vote blanc)                                                | 367                       | 0,73                      |                          |                          |
|                                                                                   | Matthieu Carpentier Divers (Union populaire républicaine)                                   | 309                       | 0,62                      |                          |                          |
| Source : Ministère de l'Intérieur - Deuxième circonscription de la Seine-Maritime |                                                                                             |                           |                           |                          |                          |

#### Troisième circonscription
Député sortant : Luce Pane (Parti socialiste).
|                                                                                    |                                                                                             |                           |                           |                          |                          |
|                                                                                    |                                                                                             | Premier tour 11 juin 2017 | Premier tour 11 juin 2017 | Second tour 18 juin 2017 | Second tour 18 juin 2017 |
|                                                                                    |                                                                                             |                           |                           |                          |                          |
|                                                                                    |                                                                                             | Nombre                    | % des inscrits            | Nombre                   | % des inscrits           |
| Inscrits                                                                           | Inscrits                                                                                    | 69 397                    | 100,00                    | 69 397                   | 100,00                   |
| Abstentions                                                                        | Abstentions                                                                                 | 36 656                    | 52,82                     | 40 600                   | 58,50                    |
| Votants                                                                            | Votants                                                                                     | 32 741                    | 47,18                     | 28 797                   | 41,50                    |
|                                                                                    |                                                                                             |                           | % des votants             |                          | % des votants            |
| Bulletins blancs                                                                   | Bulletins blancs                                                                            | 586                       | 1,79                      | 1 513                    | 5,25                     |
| Bulletins nuls                                                                     | Bulletins nuls                                                                              | 187                       | 0,57                      | 645                      | 2,24                     |
| Suffrages exprimés                                                                 | Suffrages exprimés                                                                          | 31 968                    | 97,64                     | 26 639                   | 92,51                    |
|                                                                                    |                                                                                             |                           |                           |                          |                          |
| Candidat Étiquette politique (partis et alliances)                                 | Candidat Étiquette politique (partis et alliances)                                          | Voix                      | % des exprimés            | Voix                     | % des exprimés           |
|                                                                                    |                                                                                             |                           |                           |                          |                          |
|                                                                                    | Cyrille Grenot La République en marche                                                      | 8 681                     | 27,16                     | 10 371                   | 38,93                    |
|                                                                                    | Hubert Wulfranc Parti communiste français (La France insoumise - Europe Écologie Les Verts) | 8 656                     | 27,08                     | 16 268                   | 61,07                    |
|                                                                                    | Guillaume Pennelle Front national                                                           | 4 901                     | 15,33                     |                          |                          |
|                                                                                    | Luce Pane (députée sortante) Parti socialiste                                               | 4 573                     | 14,30                     |                          |                          |
|                                                                                    | Jonas Haddad Les Républicains (Union des démocrates et indépendants)                        | 1 760                     | 5,51                      |                          |                          |
|                                                                                    | Abdelkrim Marchani Divers gauche (Éveil citoyen - La Relève citoyenne)                      | 1 225                     | 3,83                      |                          |                          |
|                                                                                    | Jemâa Saad-Bakouche Écologiste (Mouvement 100 % - Alliance écologiste indépendante)         | 695                       | 2,17                      |                          |                          |
|                                                                                    | Pascal Le Manach Lutte ouvrière                                                             | 507                       | 1,59                      |                          |                          |
|                                                                                    | Nadine Jazé Debout la France                                                                | 397                       | 1,24                      |                          |                          |
|                                                                                    | Laurent Montaron Divers (Union populaire républicaine)                                      | 254                       | 0,79                      |                          |                          |
|                                                                                    | Évelyne Delbos Divers (Mouvement démocrate)                                                 | 207                       | 0,65                      |                          |                          |
|                                                                                    | Rémi Candelier Extrême gauche (Parti ouvrier indépendant démocratique)                      | 112                       | 0,35                      |                          |                          |
|                                                                                    | Nicolas Huet de Barros Divers gauche                                                        | 0                         | 0,00                      |                          |                          |
| Source : Ministère de l'Intérieur - Troisième circonscription de la Seine-Maritime |                                                                                             |                           |                           |                          |                          |

#### Quatrième circonscription
Député sortant : Guillaume Bachelay (Parti socialiste).
|                                                                                    |                                                                           |                           |                           |                          |                          |
|                                                                                    |                                                                           | Premier tour 11 juin 2017 | Premier tour 11 juin 2017 | Second tour 18 juin 2017 | Second tour 18 juin 2017 |
|                                                                                    |                                                                           |                           |                           |                          |                          |
|                                                                                    |                                                                           | Nombre                    | % des inscrits            | Nombre                   | % des inscrits           |
| Inscrits                                                                           | Inscrits                                                                  | 88 364                    | 100,00                    | 88 359                   | 100,00                   |
| Abstentions                                                                        | Abstentions                                                               | 46 438                    | 52,55                     | 52 299                   | 59,19                    |
| Votants                                                                            | Votants                                                                   | 41 926                    | 47,45                     | 36 060                   | 40,81                    |
|                                                                                    |                                                                           |                           | % des votants             |                          | % des votants            |
| Bulletins blancs                                                                   | Bulletins blancs                                                          | 814                       | 1,94                      | 3 326                    | 9,22                     |
| Bulletins nuls                                                                     | Bulletins nuls                                                            | 272                       | 0,65                      | 1 002                    | 2,78                     |
| Suffrages exprimés                                                                 | Suffrages exprimés                                                        | 40 840                    | 97,41                     | 31 732                   | 88,00                    |
|                                                                                    |                                                                           |                           |                           |                          |                          |
| Candidat Étiquette politique (partis et alliances)                                 | Candidat Étiquette politique (partis et alliances)                        | Voix                      | % des exprimés            | Voix                     | % des exprimés           |
|                                                                                    |                                                                           |                           |                           |                          |                          |
|                                                                                    | Sira Sylla La République en marche                                        | 10 588                    | 25,93                     | 19 271                   | 60,73                    |
|                                                                                    | Nicolas Goury Front national                                              | 7 861                     | 19,25                     | 12 461                   | 39,27                    |
|                                                                                    | Guillaume Bachelay (député sortant) Parti socialiste                      | 7 738                     | 18,95                     |                          |                          |
|                                                                                    | Laura Thieblemont La France insoumise                                     | 5 576                     | 13,65                     |                          |                          |
|                                                                                    | Patrice Dupray Parti communiste français                                  | 3 219                     | 7,88                      |                          |                          |
|                                                                                    | Marie-Hélène Roux Les Républicains (Union des démocrates et indépendants) | 3 004                     | 7,36                      |                          |                          |
|                                                                                    | David Cormand Europe Écologie Les Verts                                   | 928                       | 2,27                      |                          |                          |
|                                                                                    | Frédéric Podguszer Lutte ouvrière                                         | 548                       | 1,34                      |                          |                          |
|                                                                                    | Léa Dufay Écologiste (Mouvement 100 % - Alliance écologiste indépendante) | 399                       | 0,98                      |                          |                          |
|                                                                                    | Patrick Bellenger Extrême droite (Souveraineté, identité et libertés)     | 328                       | 0,80                      |                          |                          |
|                                                                                    | Armelle Bouillé Debout la France                                          | 328                       | 0,80                      |                          |                          |
|                                                                                    | Karim Errahmane Divers (Union populaire républicaine)                     | 323                       | 0,79                      |                          |                          |
|                                                                                    | Noël Dedji Écologiste                                                     | 0                         | 0,00                      |                          |                          |
| Source : Ministère de l'Intérieur - Quatrième circonscription de la Seine-Maritime |                                                                           |                           |                           |                          |                          |

#### Cinquième circonscription
Député sortant : Christophe Bouillon (Parti socialiste).
|                                                                                    |                                                                         |                           |                           |                          |                          |
|                                                                                    |                                                                         | Premier tour 11 juin 2017 | Premier tour 11 juin 2017 | Second tour 18 juin 2017 | Second tour 18 juin 2017 |
|                                                                                    |                                                                         |                           |                           |                          |                          |
|                                                                                    |                                                                         | Nombre                    | % des inscrits            | Nombre                   | % des inscrits           |
| Inscrits                                                                           | Inscrits                                                                | 96 322                    | 100,00                    | 96 317                   | 100,00                   |
| Abstentions                                                                        | Abstentions                                                             | 49 051                    | 50,92                     | 55 821                   | 57,96                    |
| Votants                                                                            | Votants                                                                 | 47 271                    | 49,08                     | 40 496                   | 42,04                    |
|                                                                                    |                                                                         |                           | % des votants             |                          | % des votants            |
| Bulletins blancs                                                                   | Bulletins blancs                                                        | 1 093                     | 2,31                      | 2 052                    | 5,07                     |
| Bulletins nuls                                                                     | Bulletins nuls                                                          | 239                       | 0,51                      | 693                      | 1,71                     |
| Suffrages exprimés                                                                 | Suffrages exprimés                                                      | 45 939                    | 97,18                     | 37 751                   | 93,22                    |
|                                                                                    |                                                                         |                           |                           |                          |                          |
| Candidat Étiquette politique (partis et alliances)                                 | Candidat Étiquette politique (partis et alliances)                      | Voix                      | % des exprimés            | Voix                     | % des exprimés           |
|                                                                                    |                                                                         |                           |                           |                          |                          |
|                                                                                    | Christophe Bouillon (député sortant) Parti socialiste                   | 19 230                    | 41,86                     | 26 103                   | 69,15                    |
|                                                                                    | Jean Delalandre Les Républicains (Union des démocrates et indépendants) | 9 702                     | 21,12                     | 11 648                   | 30,85                    |
|                                                                                    | Bénédicte Le Moël Front national                                        | 8 647                     | 18,82                     |                          |                          |
|                                                                                    | Myriam Mulot La France insoumise                                        | 5 403                     | 11,76                     |                          |                          |
|                                                                                    | Christophe Manchon Europe Écologie Les Verts                            | 1 774                     | 3,86                      |                          |                          |
|                                                                                    | Simon Sulkowski Lutte ouvrière                                          | 559                       | 1,22                      |                          |                          |
|                                                                                    | Jean-Christophe Loutre Divers (Union populaire républicaine)            | 505                       | 1,10                      |                          |                          |
|                                                                                    | Benoît Martin Divers gauche (Parti de la démondialisation)              | 119                       | 0,26                      |                          |                          |
| Source : Ministère de l'Intérieur - Cinquième circonscription de la Seine-Maritime |                                                                         |                           |                           |                          |                          |

#### Sixième circonscription
Député sortant : Marie Le Vern (Parti socialiste).
|                                                                                  |                                                                           |                           |                           |                          |                          |
|                                                                                  |                                                                           | Premier tour 11 juin 2017 | Premier tour 11 juin 2017 | Second tour 18 juin 2017 | Second tour 18 juin 2017 |
|                                                                                  |                                                                           |                           |                           |                          |                          |
|                                                                                  |                                                                           | Nombre                    | % des inscrits            | Nombre                   | % des inscrits           |
| Inscrits                                                                         | Inscrits                                                                  | 109 582                   | 100,00                    | 109 566                  | 100,00                   |
| Abstentions                                                                      | Abstentions                                                               | 51 726                    | 47,20                     | 57 731                   | 52,69                    |
| Votants                                                                          | Votants                                                                   | 57 856                    | 52,80                     | 51 835                   | 47,31                    |
|                                                                                  |                                                                           |                           | % des votants             |                          | % des votants            |
| Bulletins blancs                                                                 | Bulletins blancs                                                          | 1 020                     | 1,76                      | 3 104                    | 5,99                     |
| Bulletins nuls                                                                   | Bulletins nuls                                                            | 279                       | 0,48                      | 1 201                    | 2,32                     |
| Suffrages exprimés                                                               | Suffrages exprimés                                                        | 56 557                    | 97,75                     | 47 530                   | 91,69                    |
|                                                                                  |                                                                           |                           |                           |                          |                          |
| Candidat Étiquette politique (partis et alliances)                               | Candidat Étiquette politique (partis et alliances)                        | Voix                      | % des exprimés            | Voix                     | % des exprimés           |
|                                                                                  |                                                                           |                           |                           |                          |                          |
|                                                                                  | Philippe Dufour La République en marche                                   | 15 197                    | 26,87                     | 22 685                   | 47,73                    |
|                                                                                  | Sébastien Jumel Parti communiste français (La France insoumise)           | 12 906                    | 22,82                     | 24 845                   | 52,27                    |
|                                                                                  | Nicolas Bay Front national                                                | 12 886                    | 22,78                     |                          |                          |
|                                                                                  | Blandine Lefebvre Union des démocrates et indépendants (Les Républicains) | 8 558                     | 15,13                     |                          |                          |
|                                                                                  | Marie Le Vern (députée sortante) Parti socialiste                         | 5 407                     | 9,56                      |                          |                          |
|                                                                                  | Éric Moisan Lutte ouvrière                                                | 676                       | 1,20                      |                          |                          |
|                                                                                  | David Grout Divers (Union populaire républicaine)                         | 509                       | 0,90                      |                          |                          |
|                                                                                  | Michel Cordin Divers gauche (Nouvelle Donne)                              | 418                       | 0,74                      |                          |                          |
| Source : Ministère de l'Intérieur - Sixième circonscription de la Seine-Maritime |                                                                           |                           |                           |                          |                          |

#### Septième circonscription
Député sortant : Édouard Philippe (Les Républicains).
|                                                                                   |                                                                              |                           |                           |                          |                          |
|                                                                                   |                                                                              | Premier tour 11 juin 2017 | Premier tour 11 juin 2017 | Second tour 18 juin 2017 | Second tour 18 juin 2017 |
|                                                                                   |                                                                              |                           |                           |                          |                          |
|                                                                                   |                                                                              | Nombre                    | % des inscrits            | Nombre                   | % des inscrits           |
| Inscrits                                                                          | Inscrits                                                                     | 87 631                    | 100,00                    | 87 631                   | 100,00                   |
| Abstentions                                                                       | Abstentions                                                                  | 46 279                    | 52,81                     | 55 149                   | 62,93                    |
| Votants                                                                           | Votants                                                                      | 41 352                    | 47,19                     | 32 482                   | 37,07                    |
|                                                                                   |                                                                              |                           | % des votants             |                          | % des votants            |
| Bulletins blancs                                                                  | Bulletins blancs                                                             | 1 204                     | 2,91                      | 4 207                    | 12,95                    |
| Bulletins nuls                                                                    | Bulletins nuls                                                               | 100                       | 0,24                      | 391                      | 1,20                     |
| Suffrages exprimés                                                                | Suffrages exprimés                                                           | 40 048                    | 96,85                     | 27 884                   | 85,84                    |
|                                                                                   |                                                                              |                           |                           |                          |                          |
| Candidat Étiquette politique (partis et alliances)                                | Candidat Étiquette politique (partis et alliances)                           | Voix                      | % des exprimés            | Voix                     | % des exprimés           |
|                                                                                   |                                                                              |                           |                           |                          |                          |
|                                                                                   | Agnès Firmin-Le Bodo Les Républicains (Union des démocrates et indépendants) | 13 270                    | 33,14                     | 17 267                   | 61,92                    |
|                                                                                   | Antoine Siffert Parti radical de gauche                                      | 6 971                     | 17,41                     | 10 617                   | 38,08                    |
|                                                                                   | Gérald Maniable La France insoumise                                          | 5 537                     | 13,83                     |                          |                          |
|                                                                                   | Stéphanie Ferrand Front national                                             | 4 749                     | 11,86                     |                          |                          |
|                                                                                   | Matthieu Brasse Parti socialiste                                             | 2 861                     | 7,14                      |                          |                          |
|                                                                                   | Alexis Deck Europe Écologie Les Verts                                        | 1 600                     | 4,00                      |                          |                          |
|                                                                                   | Baptiste Bauza Parti communiste français                                     | 1 548                     | 3,87                      |                          |                          |
|                                                                                   | Hervé Drieu Divers droite                                                    | 802                       | 2,00                      |                          |                          |
|                                                                                   | Corinne Levillain Debout la France                                           | 584                       | 1,46                      |                          |                          |
|                                                                                   | Pascaline Wittkowski Divers (Parti animaliste)                               | 449                       | 1,12                      |                          |                          |
|                                                                                   | Camille Denis Lutte ouvrière                                                 | 339                       | 0,85                      |                          |                          |
|                                                                                   | Christophe Duval Divers                                                      | 298                       | 0,74                      |                          |                          |
|                                                                                   | Catherine Beyl Divers gauche (Nouvelle Donne)                                | 201                       | 0,50                      |                          |                          |
|                                                                                   | Nelly Courtois Extrême droite (Parti de la France)                           | 198                       | 0,49                      |                          |                          |
|                                                                                   | Baptiste Clugéry Divers (Parti pirate)                                       | 180                       | 0,45                      |                          |                          |
|                                                                                   | Allain Guillemet Extrême gauche (Parti ouvrier indépendant démocratique)     | 164                       | 0,41                      |                          |                          |
|                                                                                   | Jamela Akrour Divers (Union populaire républicaine)                          | 158                       | 0,39                      |                          |                          |
|                                                                                   | Abed Tlemcani Divers                                                         | 139                       | 0,35                      |                          |                          |
| Source : Ministère de l'Intérieur - Septième circonscription de la Seine-Maritime |                                                                              |                           |                           |                          |                          |

#### Huitième circonscription
Député sortant : Catherine Troallic (Parti socialiste).
|                                                                                   |                                                                            |                           |                           |                          |                          |
|                                                                                   |                                                                            | Premier tour 11 juin 2017 | Premier tour 11 juin 2017 | Second tour 18 juin 2017 | Second tour 18 juin 2017 |
|                                                                                   |                                                                            |                           |                           |                          |                          |
|                                                                                   |                                                                            | Nombre                    | % des inscrits            | Nombre                   | % des inscrits           |
| Inscrits                                                                          | Inscrits                                                                   | 67 666                    | 100,00                    | 67 666                   | 100,00                   |
| Abstentions                                                                       | Abstentions                                                                | 39 868                    | 58,92                     | 43 876                   | 64,84                    |
| Votants                                                                           | Votants                                                                    | 27 798                    | 41,08                     | 23 790                   | 35,16                    |
|                                                                                   |                                                                            |                           | % des votants             |                          | % des votants            |
| Bulletins blancs                                                                  | Bulletins blancs                                                           | 641                       | 2,31                      | 1 548                    | 6,51                     |
| Bulletins nuls                                                                    | Bulletins nuls                                                             | 15                        | 0,05                      | 55                       | 0,23                     |
| Suffrages exprimés                                                                | Suffrages exprimés                                                         | 27 142                    | 97,64                     | 22 187                   | 93,26                    |
|                                                                                   |                                                                            |                           |                           |                          |                          |
| Candidat Étiquette politique (partis et alliances)                                | Candidat Étiquette politique (partis et alliances)                         | Voix                      | % des exprimés            | Voix                     | % des exprimés           |
|                                                                                   |                                                                            |                           |                           |                          |                          |
|                                                                                   | Jean-Paul Lecoq Parti communiste français                                  | 7 011                     | 25,83                     | 13 911                   | 62,70                    |
|                                                                                   | Béatrice Delamotte La République en marche                                 | 6 107                     | 22,50                     | 8 276                    | 37,30                    |
|                                                                                   | Damien Lenoir Front national                                               | 3 931                     | 14,48                     |                          |                          |
|                                                                                   | Sébastien Tasserie Les Républicains (Union des démocrates et indépendants) | 3 658                     | 13,48                     |                          |                          |
|                                                                                   | François Panchout La France insoumise                                      | 3 328                     | 12,26                     |                          |                          |
|                                                                                   | Catherine Troallic (députée sortante) Parti socialiste                     | 1 652                     | 6,09                      |                          |                          |
|                                                                                   | Joséphine Landormi Europe Écologie Les Verts                               | 775                       | 2,86                      |                          |                          |
|                                                                                   | Magali Cauchois Lutte ouvrière                                             | 253                       | 0,93                      |                          |                          |
|                                                                                   | Olivier Lemercier Divers (Union populaire républicaine)                    | 237                       | 0,87                      |                          |                          |
|                                                                                   | Marie-Claude Joly Extrême droite (Parti de la France)                      | 190                       | 0,70                      |                          |                          |
| Source : Ministère de l'Intérieur - Huitième circonscription de la Seine-Maritime |                                                                            |                           |                           |                          |                          |

#### Neuvième circonscription
Député sortant : Jacques Dellerie (Parti socialiste).
|                                                                                   |                                                                        |                           |                           |                          |                          |
|                                                                                   |                                                                        | Premier tour 11 juin 2017 | Premier tour 11 juin 2017 | Second tour 18 juin 2017 | Second tour 18 juin 2017 |
|                                                                                   |                                                                        |                           |                           |                          |                          |
|                                                                                   |                                                                        | Nombre                    | % des inscrits            | Nombre                   | % des inscrits           |
| Inscrits                                                                          | Inscrits                                                               | 93 668                    | 100,00                    | 93 669                   | 100,00                   |
| Abstentions                                                                       | Abstentions                                                            | 44 387                    | 47,39                     | 51 033                   | 54,48                    |
| Votants                                                                           | Votants                                                                | 49 281                    | 52,61                     | 42 636                   | 45,52                    |
|                                                                                   |                                                                        |                           | % des votants             |                          | % des votants            |
| Bulletins blancs                                                                  | Bulletins blancs                                                       | 827                       | 1,68                      | 3 597                    | 8,44                     |
| Bulletins nuls                                                                    | Bulletins nuls                                                         | 263                       | 0,53                      | 1 142                    | 2,68                     |
| Suffrages exprimés                                                                | Suffrages exprimés                                                     | 48 191                    | 97,79                     | 37 897                   | 88,88                    |
|                                                                                   |                                                                        |                           |                           |                          |                          |
| Candidat Étiquette politique (partis et alliances)                                | Candidat Étiquette politique (partis et alliances)                     | Voix                      | % des exprimés            | Voix                     | % des exprimés           |
|                                                                                   |                                                                        |                           |                           |                          |                          |
|                                                                                   | Stéphanie Kerbarh La République en marche                              | 13 855                    | 28,75                     | 23 852                   | 62,94                    |
|                                                                                   | Geneviève Salvisberg Front national                                    | 8 336                     | 17,30                     | 14 045                   | 37,06                    |
|                                                                                   | Estelle Grelier Parti socialiste                                       | 8 187                     | 16,99                     |                          |                          |
|                                                                                   | Didier Péralta Union des démocrates et indépendants (Les Républicains) | 7 115                     | 14,76                     |                          |                          |
|                                                                                   | Rachid Chebli La France insoumise                                      | 5 454                     | 11,32                     |                          |                          |
|                                                                                   | Céline Brulin Parti communiste français                                | 2 019                     | 4,19                      |                          |                          |
|                                                                                   | Patrick Bucourt Debout la France                                       | 1 076                     | 2,23                      |                          |                          |
|                                                                                   | Thierry Lecerf Europe Écologie Les Verts                               | 1 052                     | 2,18                      |                          |                          |
|                                                                                   | Jean-Claude Garault Lutte ouvrière                                     | 536                       | 1,11                      |                          |                          |
|                                                                                   | Maëva Charbonnier Divers (Union populaire républicaine)                | 300                       | 0,62                      |                          |                          |
|                                                                                   | Odile Morvan Divers gauche (Nouvelle Donne)                            | 261                       | 0,54                      |                          |                          |
| Source : Ministère de l'Intérieur - Neuvième circonscription de la Seine-Maritime |                                                                        |                           |                           |                          |                          |

#### Dixième circonscription
Député sortant : Dominique Chauvel (Divers gauche).
|                                                                                  |                                                                          |                           |                           |                          |                          |
|                                                                                  |                                                                          | Premier tour 11 juin 2017 | Premier tour 11 juin 2017 | Second tour 18 juin 2017 | Second tour 18 juin 2017 |
|                                                                                  |                                                                          |                           |                           |                          |                          |
|                                                                                  |                                                                          | Nombre                    | % des inscrits            | Nombre                   | % des inscrits           |
| Inscrits                                                                         | Inscrits                                                                 | 108 753                   | 100,00                    | 108 745                  | 100,00                   |
| Abstentions                                                                      | Abstentions                                                              | 50 900                    | 46,80                     | 57 282                   | 52,68                    |
| Votants                                                                          | Votants                                                                  | 57 853                    | 53,20                     | 51 463                   | 47,32                    |
|                                                                                  |                                                                          |                           | % des votants             |                          | % des votants            |
| Bulletins blancs                                                                 | Bulletins blancs                                                         | 1 280                     | 2,21                      | 3 924                    | 7,62                     |
| Bulletins nuls                                                                   | Bulletins nuls                                                           | 408                       | 0,71                      | 1 250                    | 2,43                     |
| Suffrages exprimés                                                               | Suffrages exprimés                                                       | 56 165                    | 97,08                     | 46 289                   | 89,95                    |
|                                                                                  |                                                                          |                           |                           |                          |                          |
| Candidat Étiquette politique (partis et alliances)                               | Candidat Étiquette politique (partis et alliances)                       | Voix                      | % des exprimés            | Voix                     | % des exprimés           |
|                                                                                  |                                                                          |                           |                           |                          |                          |
|                                                                                  | Xavier Batut La République en marche                                     | 19 219                    | 34,22                     | 28 569                   | 61,72                    |
|                                                                                  | Stacy Blondel Front national                                             | 11 028                    | 19,64                     | 17 720                   | 38,28                    |
|                                                                                  | Charles d'Anjou Les Républicains (Union des démocrates et indépendants)  | 9 299                     | 16,56                     |                          |                          |
|                                                                                  | Anne Lecoq-Cherblanc La France insoumise                                 | 5 987                     | 10,66                     |                          |                          |
|                                                                                  | Jean-Pierre Thévenot Parti socialiste                                    | 4 343                     | 7,73                      |                          |                          |
|                                                                                  | Annette Roussel Europe Écologie Les Verts                                | 1 745                     | 3,11                      |                          |                          |
|                                                                                  | Isabelle Dujardin Parti communiste français                              | 1 393                     | 2,48                      |                          |                          |
|                                                                                  | Frédéric Mazier Debout la France                                         | 1 265                     | 2,25                      |                          |                          |
|                                                                                  | Claire Lapert Lutte ouvrière                                             | 558                       | 0,99                      |                          |                          |
|                                                                                  | Faraj Chemsi Divers (Mouvement des libérés)                              | 516                       | 0,92                      |                          |                          |
|                                                                                  | Réjane Guirous Extrême droite (Civitas (mouvement) - Parti de la France) | 448                       | 0,80                      |                          |                          |
|                                                                                  | Brice Letacq Divers (Union populaire républicaine)                       | 364                       | 0,65                      |                          |                          |
| Source : Ministère de l'Intérieur - Dixième circonscription de la Seine-Maritime |                                                                          |                           |                           |                          |                          |